# Fomento Cultural Banamex
Die Fomento Cultural Banamex (fomento cultural = Kulturpflege) in Mexiko-Stadt ist eine nichtkommerzielle Einrichtung zur Pflege des mexikanischen Kulturgutes.
Die Einrichtung wurde 1971 auf Initiative der mexikanischen Nationalbank Banco Nacional de México (Banamex) gegründet und besitzt unter anderem eine der größten privaten mexikanischen Kunstsammlungen. Zum Erhalt des nationalen Kunst- und Kulturgutes trägt die Institution durch Veranstaltungen und Ausstellungen bei, initiiert verschiedene Programme, gibt Publikationen heraus und führt Aktivitäten durch, wie zum Beispiel zur Erhaltung von Herrenhäusern der mexikanischen Kolonialzeit.